# 大野村 (熊本県葦北郡)
大野村（おおのむら）は熊本県南部、葦北郡に属していた村。

## 歴史
- 1889年（明治22年）4月1日 - 町村制の施行により、塩浸村、白木村、天月村、白石村、告村、市野瀬村、大野村、国見村が合併して大野村が発足。
- 1951年（昭和26年）3月10日 - 公民館で映画を上映中に火災が発生。死者5人、重傷6人、軽傷20数人[1]。
- 1955年（昭和30年）1月1日 - 佐敷町、吉尾村と合併して葦北町が発足。同日大野村廃止。